# 26667 Sherwinwu
26667 Sherwinwu este un asteroid din centura principală de asteroizi.

## Descriere
26667 Sherwinwu este un asteroid din centura principală de asteroizi. A fost descoperit pe 3 ianuarie 2001 la Socorro, New Mexico, în cadrul proiectului LINEAR. Asteroidul prezintă o orbită caracterizată de o semiaxă mare de 2,37 ua, o excentricitate de 0,17 și o înclinație de 4,5° în raport cu ecliptica.